# Peter Rühmkorb
Peter Rühmkorb (* 13. Dezember 1948; † 16. Dezember 2021) war ein deutscher Fußballspieler und Fußballtrainer.

## Karriere
Peter Rühmkorb kam 1962 vom TuS Mecklenheide zu Hannover 96. Mit der A-Jugend von Hannover 96 wurde er 1967 norddeutscher Meister. Seit 1967 spielte er in der Landesliga Niedersachsen für die Amateure von Hannover 96. 1971 rückte er ins Profiteam auf. Am 11. September 1971 bestritt er sein erstes Bundesligaspiel für die Roten bei der 0:3–Niederlage bei Borussia Mönchengladbach an der Seite von Hans Siemensmeyer, Jürgen Bandura, Hans-Josef Hellingrath, Peter Anders und Rainer Stiller. Er spielte von 1971 bis 1973 mit Hannover 96 in der Bundesliga, wobei er in dieser Zeit 44 Spiele absolvierte und zwei Tore erzielte. Ebenfalls kam er zu 5 Einsätzen für 96 im DFB-Pokal. Später spielte er noch von 1973 bis 1976 für die SpVgg Preußen Hameln, von 1976 bis 1978 für den OSV Hannover und von 1978 bis 1979 für den Lüneburger SK. 1979 kehrte er zum OSV Hannover zurück und spielte von 1979 bis 1981 in der 2. Mannschaft des OSV und in der Saison 1981/82 im Oberligateam, wo er noch zu 31 Einsätzen und einem Tor kam.
Nach Beendigung seiner Karriere trainierte er Fortuna Sachsenroß Hannover sowie von 2000 bis 2011 den TuS Kleefeld, in dessen Seniorenteam er noch spielte. In der Saison 2011/12 trainierte Rühmkorb den OSV Hannover.
1976 absolvierte Rühmkorb erfolgreich ein Bauingenieurstudium in Nienburg. Ab 1980 unterrichtete Rühmkorb an einer berufsbildenden Schule in Celle Sport und Bautechnik.